# ژونتان ایور
ژونتان ایور (فرانسوی: Jonathan Hivert‎؛ زادهٔ ۲۳ مارس ۱۹۸۵) دوچرخه‌سوار اهل فرانسه است.
از باشگاه‌هایی که در آن رکاب زده‌است می‌توان به تیم دوچرخه‌سواری کردیت اگریکول، تیم سانوب، تیم دوچرخه‌سواری سوجاسون، تیم لوتوان‌ال–یومبو، تیم دوچرخه‌سواری فورتونئو–اسکارو، و تیم دوچرخه‌سواری دیرکت انرژی اشاره کرد.